# Улица Нижняя Дебря
Улица Нижняя Дебря — улица в историческом центре Костромы, одна из древнейших улиц города. Проходит вдоль левого берега Волги, от улицы Чайковского до реки Чёрная, за которой переходит в улицу Калинина.

## Происхождение названия
Название улицы указывает на густые заросли, чащу, заросшую лесом низину. Эта версия подтверждается названием другой древней улицы, проходящей рядом, — Лесной. 
Была освоена в XIII веке, когда князь Василий Костромской, любитель охоты, решил вырубить здесь участок леса, чтобы обустроить охотничье хозяйство. Молодой князь любил охотиться в густых борах и, чтобы не водить всякий раз с Сулы своры собак, перевел сюда псарню, поселил псарей и построил для них деревянную церковь Воскресения.

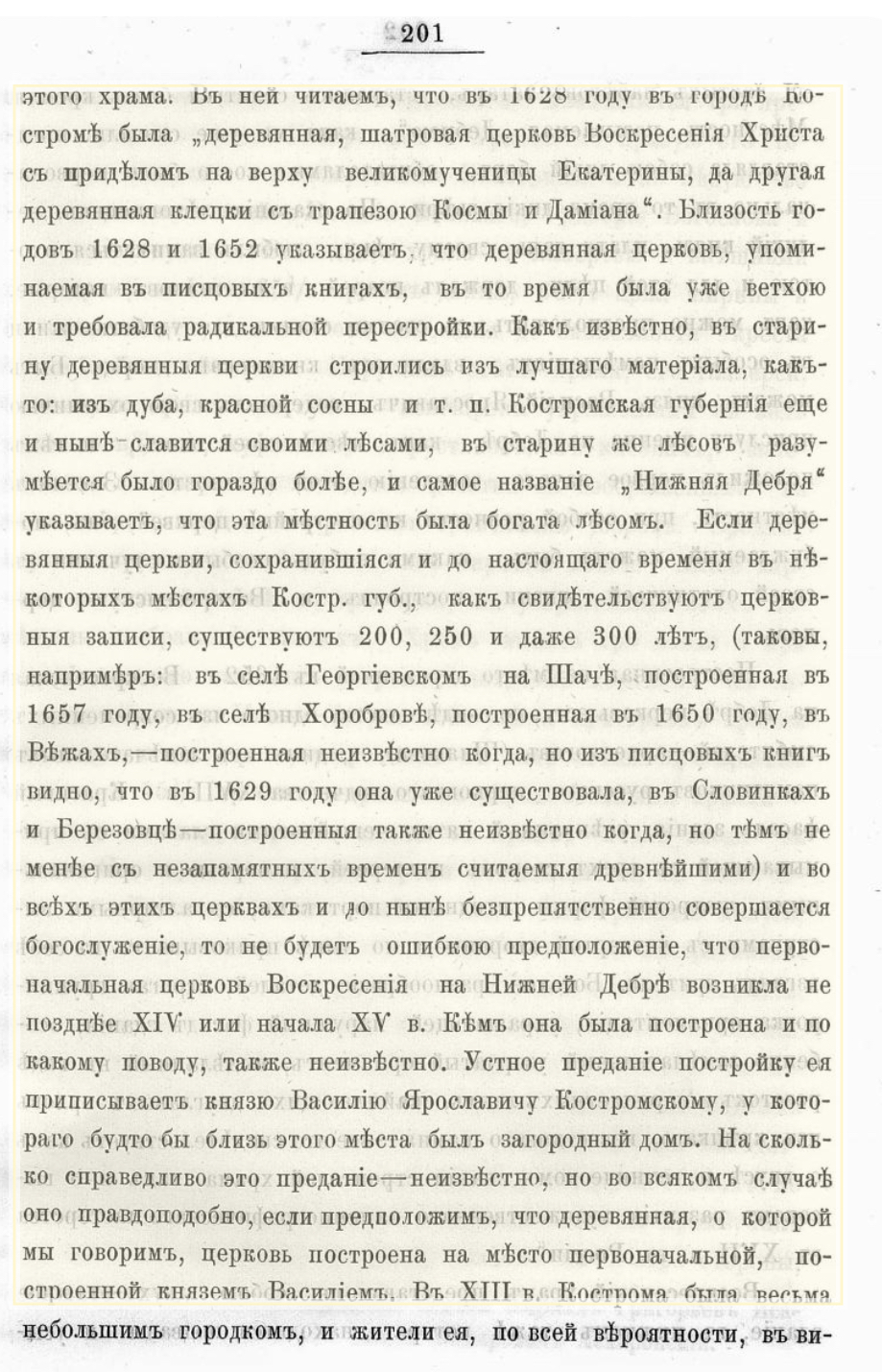
История названия улицы

С XIII века улица называлась Верхней Дебрей (также использовались названия Верхнедебринская, Дебринская). В этот период в Костроме существовало три улицы Дебри: Нижняя Дебря (ныне улица Лесная), Дебря Боровая, и Верхняя Дебря.
В 1918 г. улица получила название ул. Кооперации. В 1996 при возвращении улице старого имени произошло недоразумение. Вернули не то старое имя. Вместо Верхней Дебри, улица получила название Нижняя Дебря.

## История
Застраивалась с XIII века. На плане 1784 года указана только каменная застройка. 

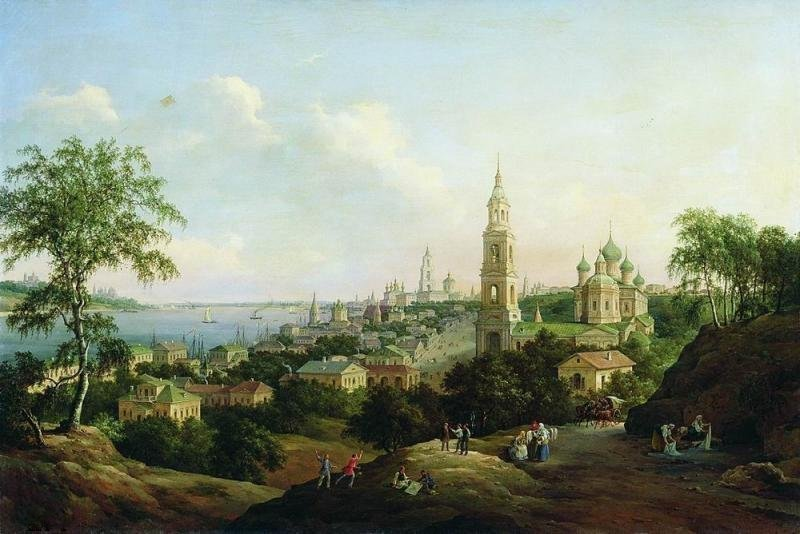
Чернецов Н. Г. "Кострома", 1862 г. Видна перспектива улицы Нижняя Дебря. На горизонте соборная гора, с Успенским собором. На набережной храм Николы Мокрого. На переднем плане церковь Воскресения на Дебре

### Мясные ряды
До XVIII века участок в самом начале улицы, между улицей Чайковского и Горной улицей был застроен деревянными торговыми рядами, где продавали мясо. Во время майского пожара 1773 года ряды сгорели. Но вскоре были восстановлены на старом месте. Ряды состояли из 18 лавок, объединенных одной галереей. К 1820-м годам Мясной ряд, сооруженный на скорую руку обветшал, и мясоторговцы выстроили на Молочной горе позади Малых Мучных рядов новый каменный корпус Мясных рядов, а старый снесли.

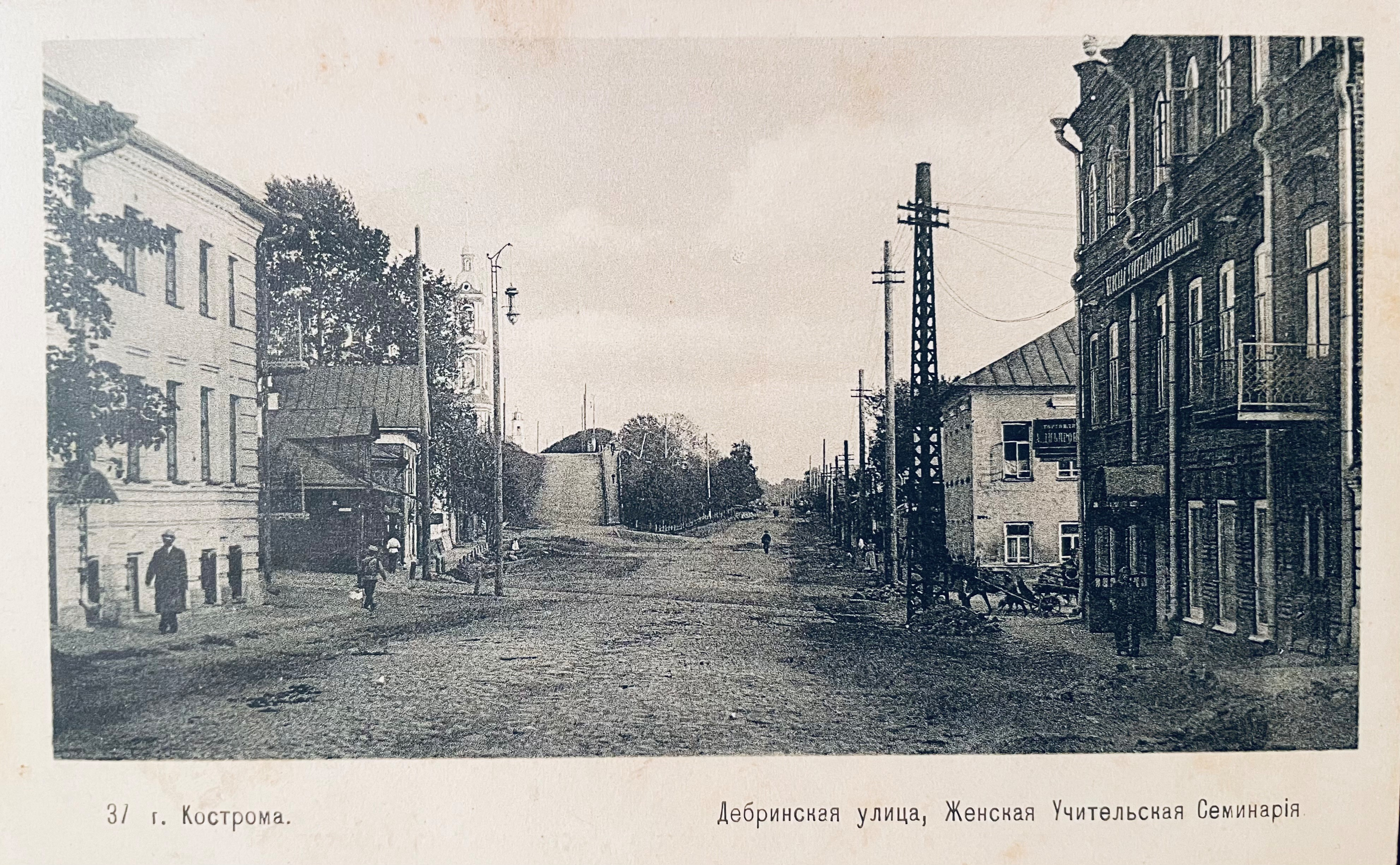
Начало улицы Нижняя Дебря. Первый квартал. Вид в сторону Муравьевки. 1913 г.

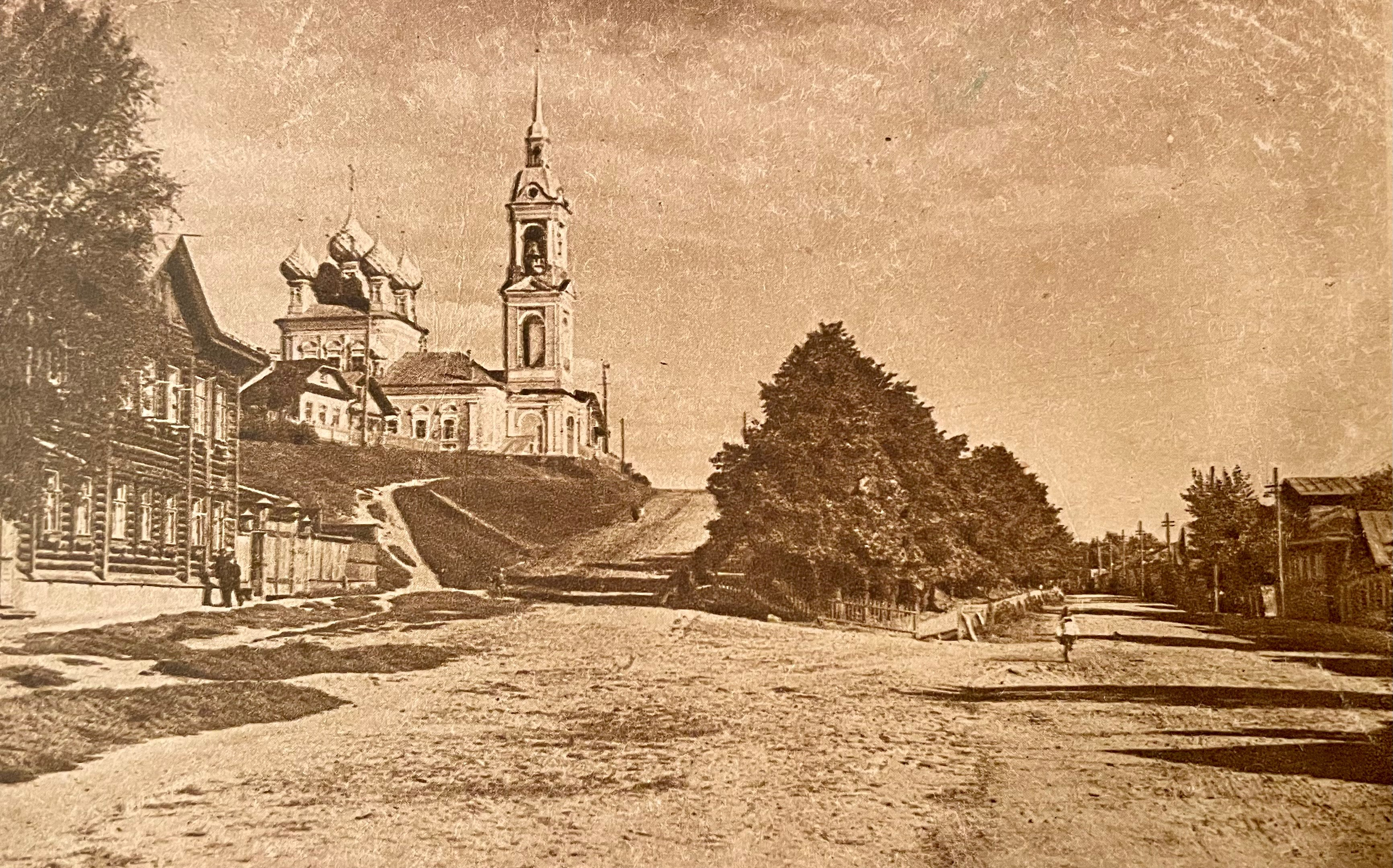
Вид на Муравьевку (слева) и Нижнюю Дебрю (справа) со стороны Горной улицы. 1930е годы.

### Днепровский дом
На перекрестке Нижней Дебри и Горной улицы, по четной стороне стоит красивый двухэтажный краснокирпичный дом (д. 8/18). Здание  знаменито тем, что здесь сейчас располагается  художественная школа имени Шлеина Н. П. Дом был возведен в 1903 г. купцом Днепровым и почти сразу же после его строительства в 1909 г. в нем разместилась женская учительская семинария. 

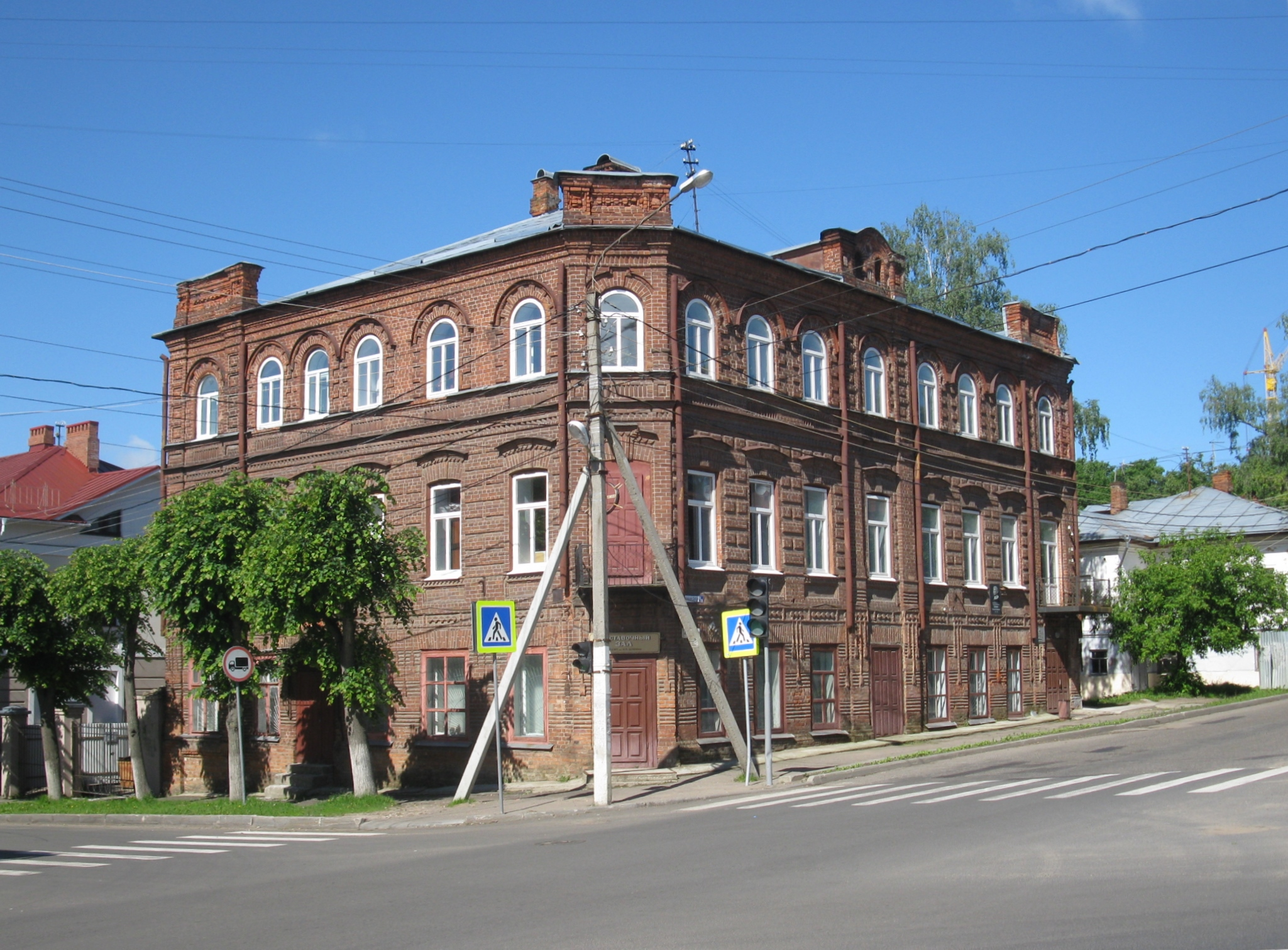
Детская художественная школа им. Н. П. Шлеина

В советское время в нем размещался продуктовый магазин "Молоко", который по давней традиции старожилы именовали "Днепровским". Позже, в 1980е годы, здесь располагалось костромское бюро путешествий и экскурсий.
Еще известно, что до 1865  г., вместо этого дома располагался знаменитый кабак «Денисиха» – один из самых больших и старейших в Костроме. Кстати недалеко от этого места, и сейчас есть знаменитое питейное заведение –  костромской бар "Дорогая, буду поздно", который размещен в самом начале улицы Нижней Дебри, на пересечении с ул. Чайковского, в доме 2/15.

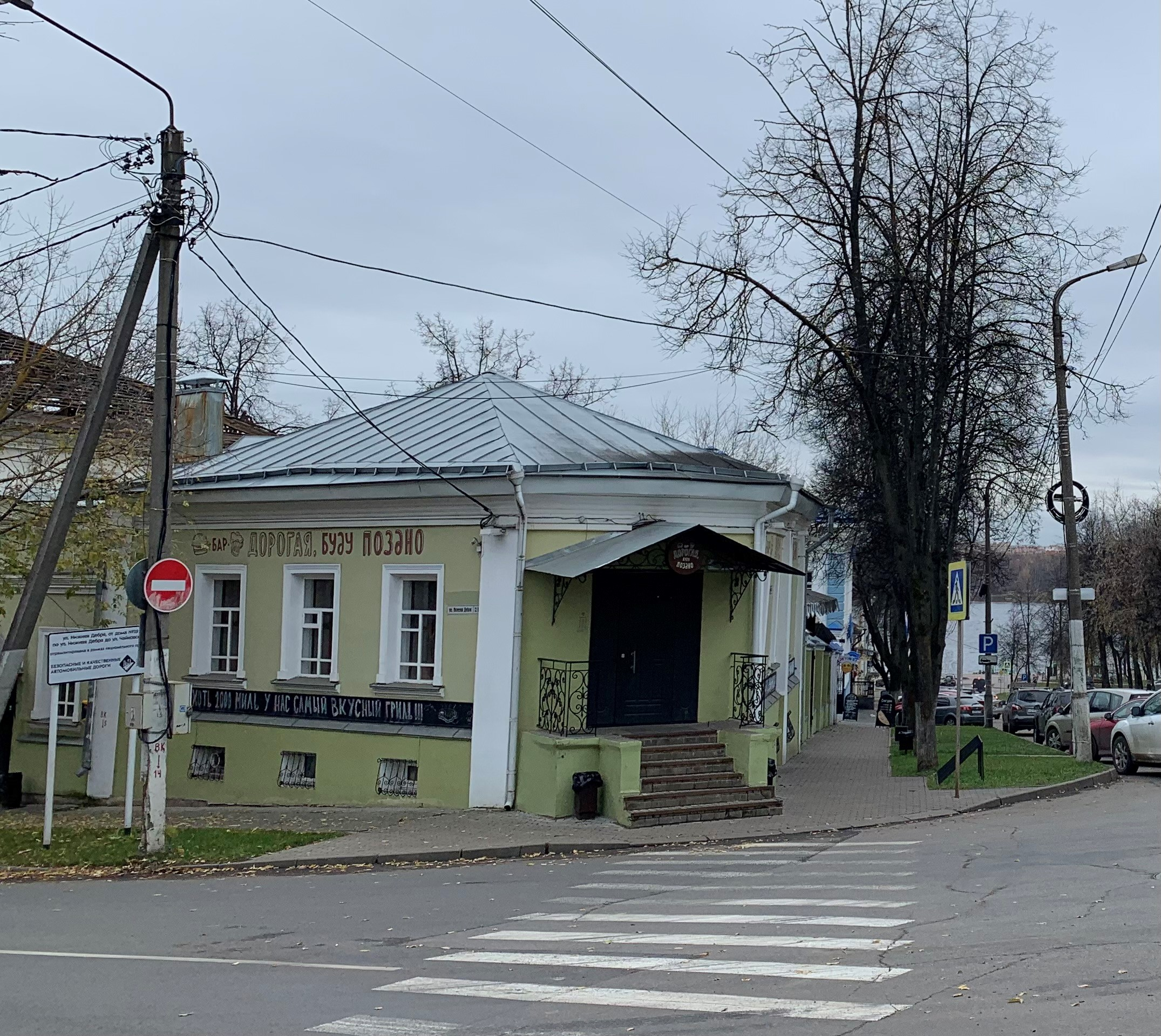
ул. Нижняя Дебря, 2/15

### Съёмка фильма "Ревизор"

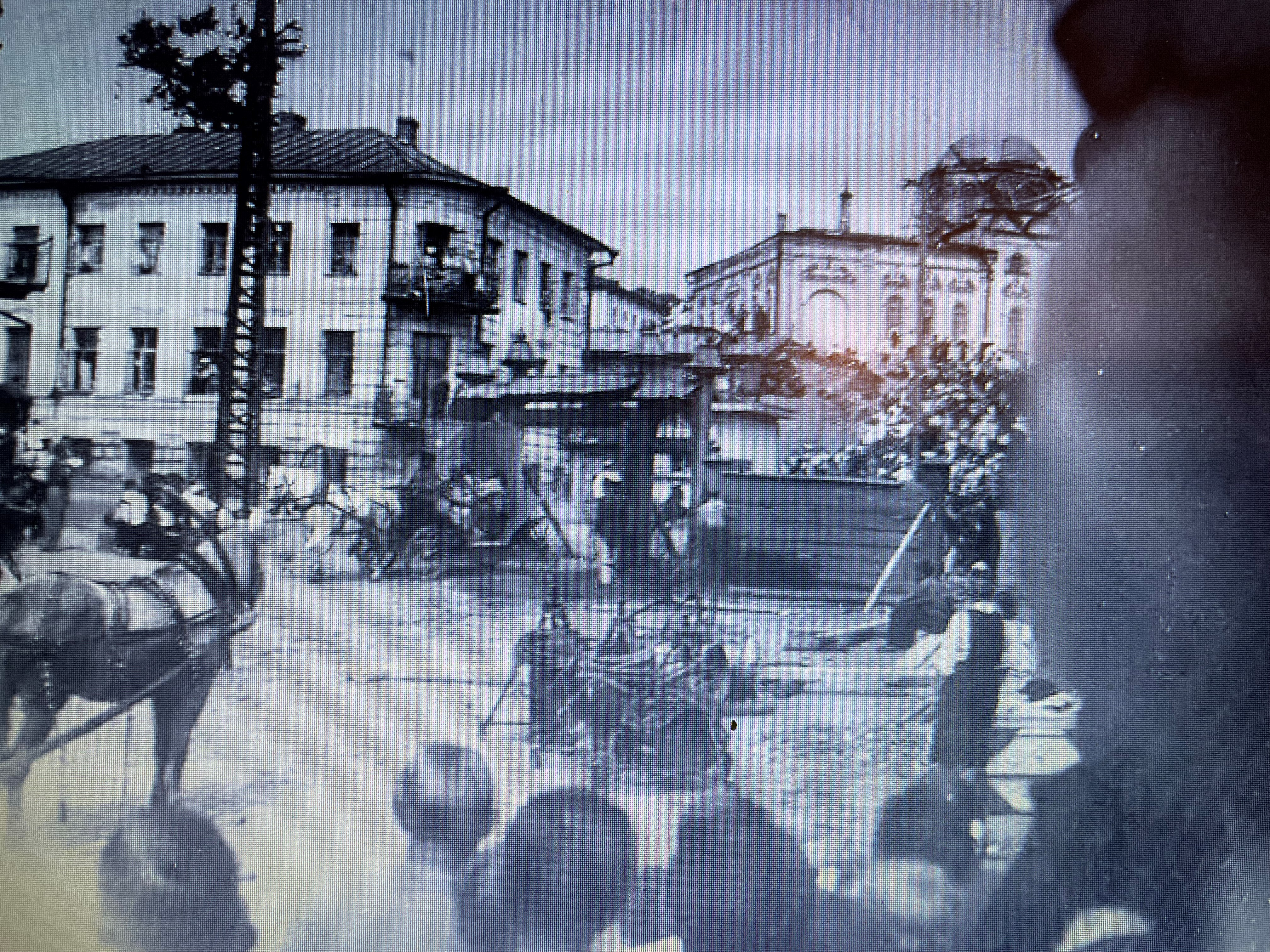
Пересечение улицы Горной и Нижней Дебри в 1952 году послужило площадкой для съёмок фильма "Ревизор"

На перекрестке ул. Горной и Нижней Дебри, летом 1952 г. проходили съемки фильма «Ревизор».
Вот, что пишет костромская газета "Северная правда" от 5 августа 1952 г:
"На днях рано утром в автобус маршрута вокзал-комбинат им. Ленина  в порядке общей очереди в машину вошли «Бобчинский и Добчинский». Артисты были в костюме и гриме. Они направлялись в бывший Ипатьевский монастырь. За древними стенами монастыря, возле старой просвирни, снимались сцены приезда Хлестакова в «Богаделенный дом приказа общества призрения», где Земляника (народный артист РСФСР М. М. Яншин) кормил Хлестакова рыбой лабарданс."

### Театр
Квартал, ограниченный Мельничным и Короткими переулками, был застроен промышленными зданиями, а улица была также местом компактного проживания и работы городских кожевников. С XVIII века здесь работали кожевенные мануфактуры, сохранявшиеся до конца XIX века. В частности в начале XVIII века здесь находился кожевенный завод купца Сыромятникова.
Во время Отечественной войны 1812 года, когда первое здание театра на Кинешемской улице занял эвакуированный из Смоленска кадетский корпус, артистам пришлось подыскивать для спектаклей новое помещение. Ничего лучшего, чем склад кожзавода, приискать не удалось — понадобилось только пробить стену для устройства входа в театр прямо с улицы. Писемский А. Ф. в романе «Люди сороковых годов» — описал, что из себя поедставлял этот театр: «Надобно сказать, что театр помещался не так, как все в мире театры — на поверхности земли, а — под землею. Он переделан был из кожевенного завода и до сих пор сохранил еще запах дубильного начала, которым пропитаны были его стены. Посетителям нашим, чтобы попасть в партер, надобно было опуститься вниз, по крайней мере, сажени две»
Пол в театре был земляной, в партере стояли не стулья, а простые деревянные скамейки — в прочем, имелись и кресла, и ложи, и бельэтаж. Публика, в том числе и губернская знать, посещала театр часто и охотно, так как на сцене шли не одни трагедии и комедии, но и оперы, репертуар постоянно обновлялся, а состав труппы, был хорошим. Здесь играли талантливые артисты В. М. Лазов, М. Д. Львова-Синецкая. С 1836 г. здесь выступал популярнейший в провинции Е. Я. Браво, позднее Ленский Д. Т. В сезон 1854/55 г Н. Х. Рыбаков, близкие друзья А. Н. Островского — Ф. А. Бурдин, И. Е. Турчанинов. Много лет здесь держал антрепризу известный Н. И. Иванов
В 1865 г. театр переехал в новое здание, однако помещения бывшего склада, принадлежавшие в то время помещику Н. П. Мухину долго еще именовались «старым театром» и использовались гастролерами.

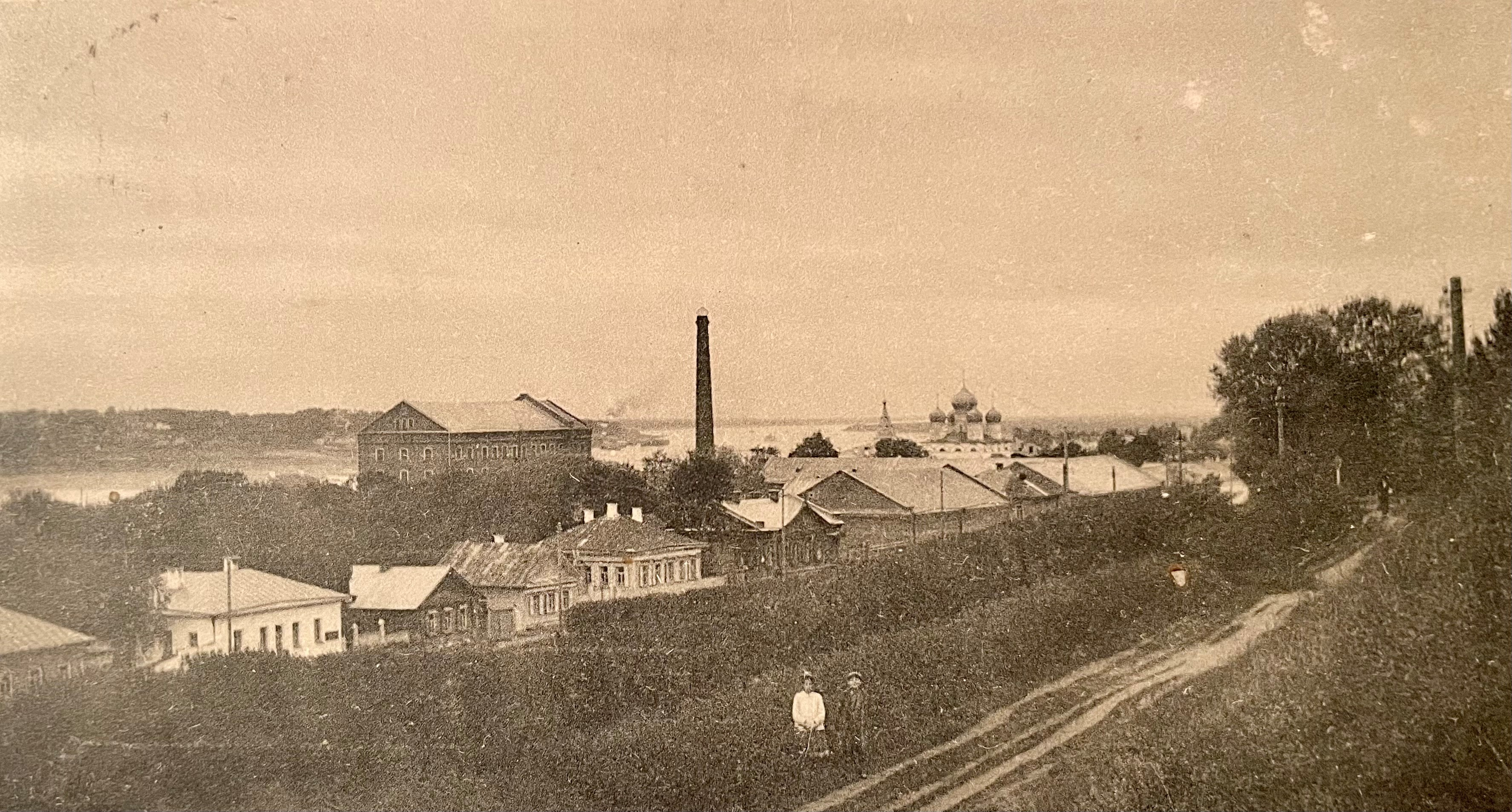
Вид со стороны холма «Муравьевки» на промышленный квартал, где видна мельница купца Аристова. Здесь, еще до этой мельницы, и располагался кожевенный завод, с его складами. 1913 г.

Также здесь имел свои полотняные мануфактуры известный костромской купец Федор Матвеевич Ознобихин, который в 1810 году построил Богородецкую церковь в районе Лазаревского кладбища (ныне площади Конституции).
Первоначально застройка на всем протяжении улицы была двухсторонней, но в 1820-х гг здания, стоящие у подножия холма (ныне «Муравьевка») по нечетной стороне были сломаны. Вместо них была посажена аллея, а по склону холма спроектировали бульвар.

### Федоровская община Красного Креста
В самом конце парка Муравьевки, в 1902 году на месте одной из липовых аллей по проекту архитектора Л. А. Треберта воздвигли здание (д. 19) в стиле «а ля рюс». Причудливое и живописное, с элементами модерна, и геральдическими изображениями по фронтону. Это больница Федоровской общины сестер милосердия Красного Креста. В 1913 году, в честь 300-летнего юбилея Дома Романовых, к нему была сделана пристройка. Чуть выше по склону, в глубине участка, размещена небольшая изящная часовня иконы Божией Матери «Всецарица».

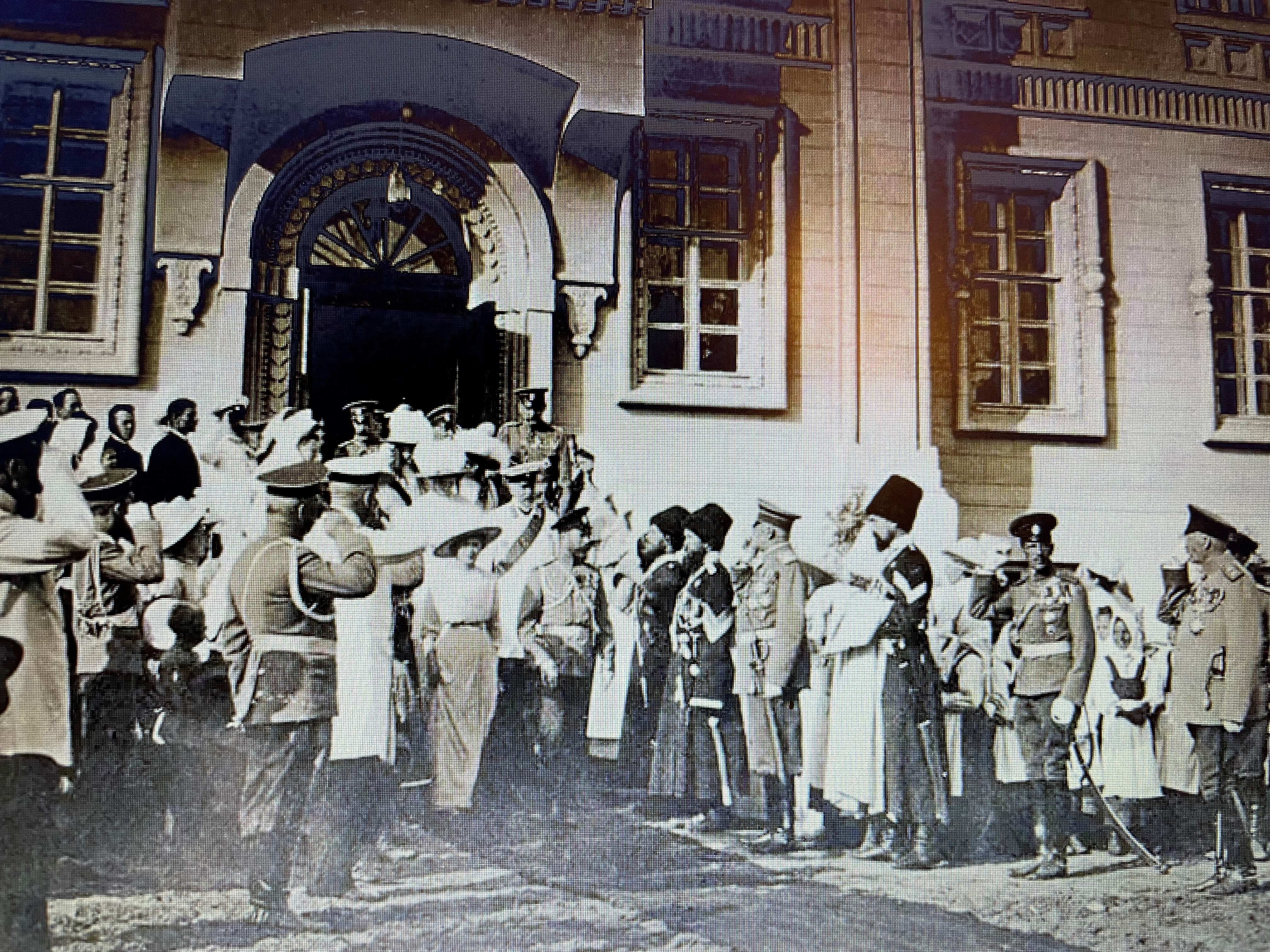
Николай II у больницы Красного Креста на ул. Нижняя Дебря. Фотограф К. К. Булла

Здание также примечательно тем, что в 1913 году его посетил и торжествено открыл император Николай II вместе с членами императорской фамилии. Посетив больницу, он выразил свое удовольствие и сказал: «Есть где работать, работайте, господа, на пользу страждущих». Больница располагала 17 палатами по 30 коек для хирургических и терапевтических больных, операционной, перевязочной и амбулаторией. В настоящее время в здании больницы находится Костромской областной онкологический центр.

### Храм Воскресения Христова на Дебре

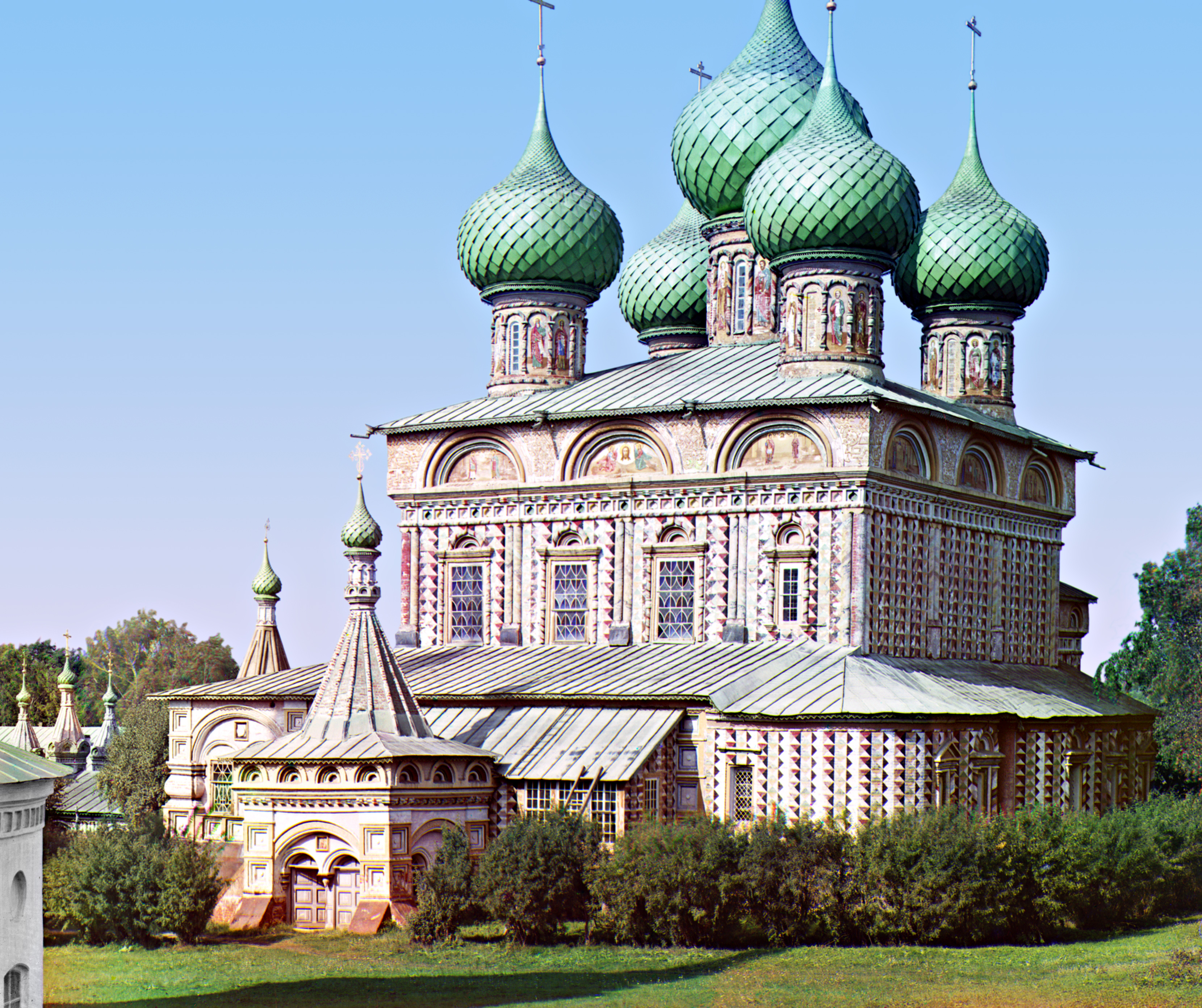
Храм Воскресения Христова на Дебре. Сергей Проскудин-Горский. 1910 г.

Наиболее значительная постройка на улице. Со времен постройки деревянной церкви в 1260-х годах, она не раз перестраивалась, ветшала, до того как в 1645-1651 гг деревянный Воскресенский храм был заменен существующим нарядным каменным, с оградами и шатровыми воротами — храм Воскресения Христова. 

### Ямская слобода
В 19 веке ямщиков, проживавших на Ивановской улице, переселили за церковь, ближе к Черной речке. И кусок улицы, который идет от храма Воскресения на Дебре к Черной речке, стал называться Ямская улица. Но после революции, этот участок был переименован в улицу Богатырскую (с 1924 г.). Но правда долго она в таком виде не просуществовала, и очень скоро улица слилась воедино.
В период с 1880 по 1917 на пересении Нижней Дебри и Ямской улицы, был расположен Колоколо-Литейный завод Серашона Николаевича Забенкина.

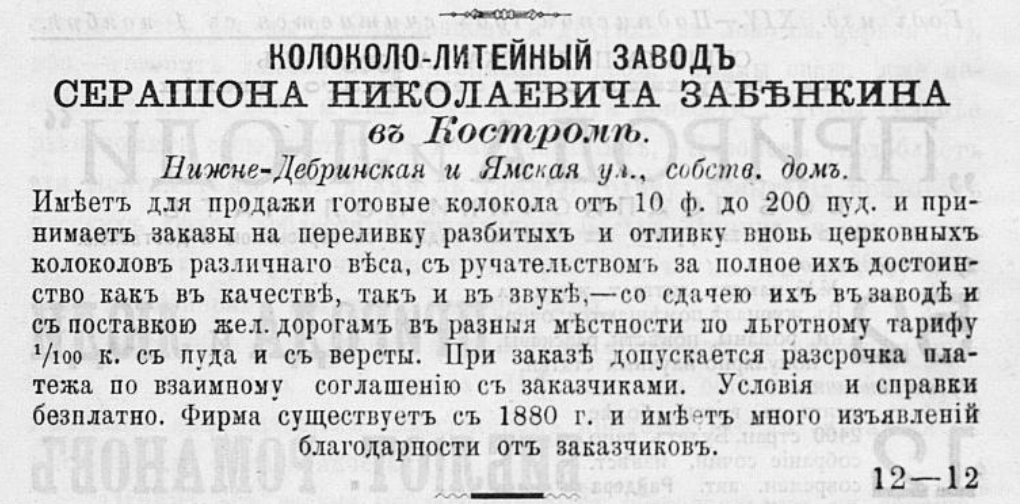
1902. Реклама завода

### Книга «На Нижней Дебре»
в 1953 году знаменитый писатель Всеволод Никанорович Иванович выпустил книгу "На Нижней Дебре". Это роман-хроника, описывающий события 1905 года. За эту книгу Иванова в 1957 году приняли в Союз писателей. 

## Достопримечательности
д. 5 — Бывший доходный дом, 18 век
д. 7 — Дом, где размещалась в 19 веке, частная школа Лидии Патриц
д. 8/18 — Детская художественная школа им. Н. П. Шлеина (мемориальная доска Шлеину)
д. 14 — дом Терехова
д. 17 — гостиница «Екатерина»
д. 18 — дом Боровиковых
д. 19 — Церковь иконы Божией Матери «Всецарица».
д. 19 — Костромской областной онкологический центр
д. 24 — Гостиница «Бутик-отель №19»
д. 35 — Жилой дом. В 1922 располагалось агентство Артели по продаже оборудования для мельниц

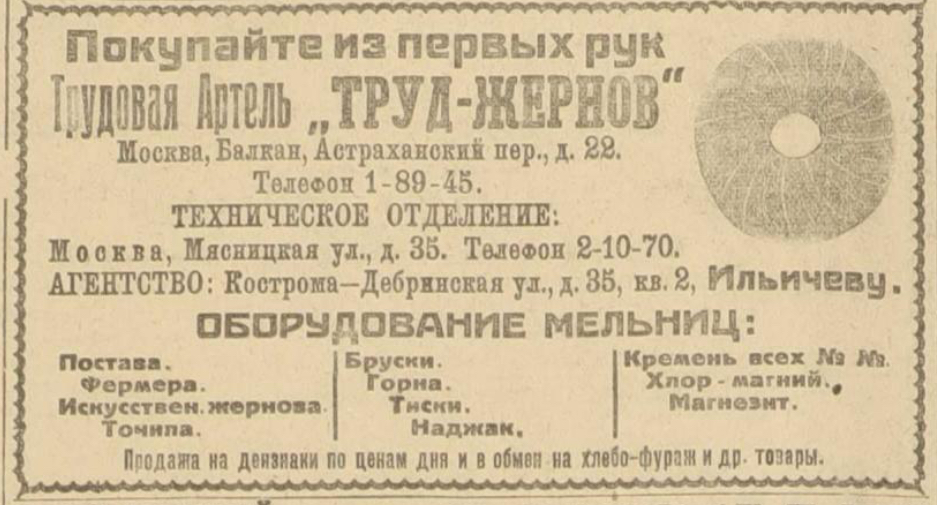
Оборудование для мельниц. Реклама. 1922

д. 37 — Церковь Воскресения Христова на Дебре
д. 39 — дом Городская усадьба Стоюниных

## Известные жители
Виктор Розов – русский советский драматург и сценарист. (жил в д.3)
Преображенский Н. А. –химик-органик, специалист в области химии и синтеза природных веществ и биологически активных соединений. (деревянный двухэтажный дом не сохранился. Расположен был предположительно по четной стороне улицы, на пересечении с Мельничным переулком)
Унковский В. А. – адмирал, основоположник  советской артиллерийской науки.

## Галерея

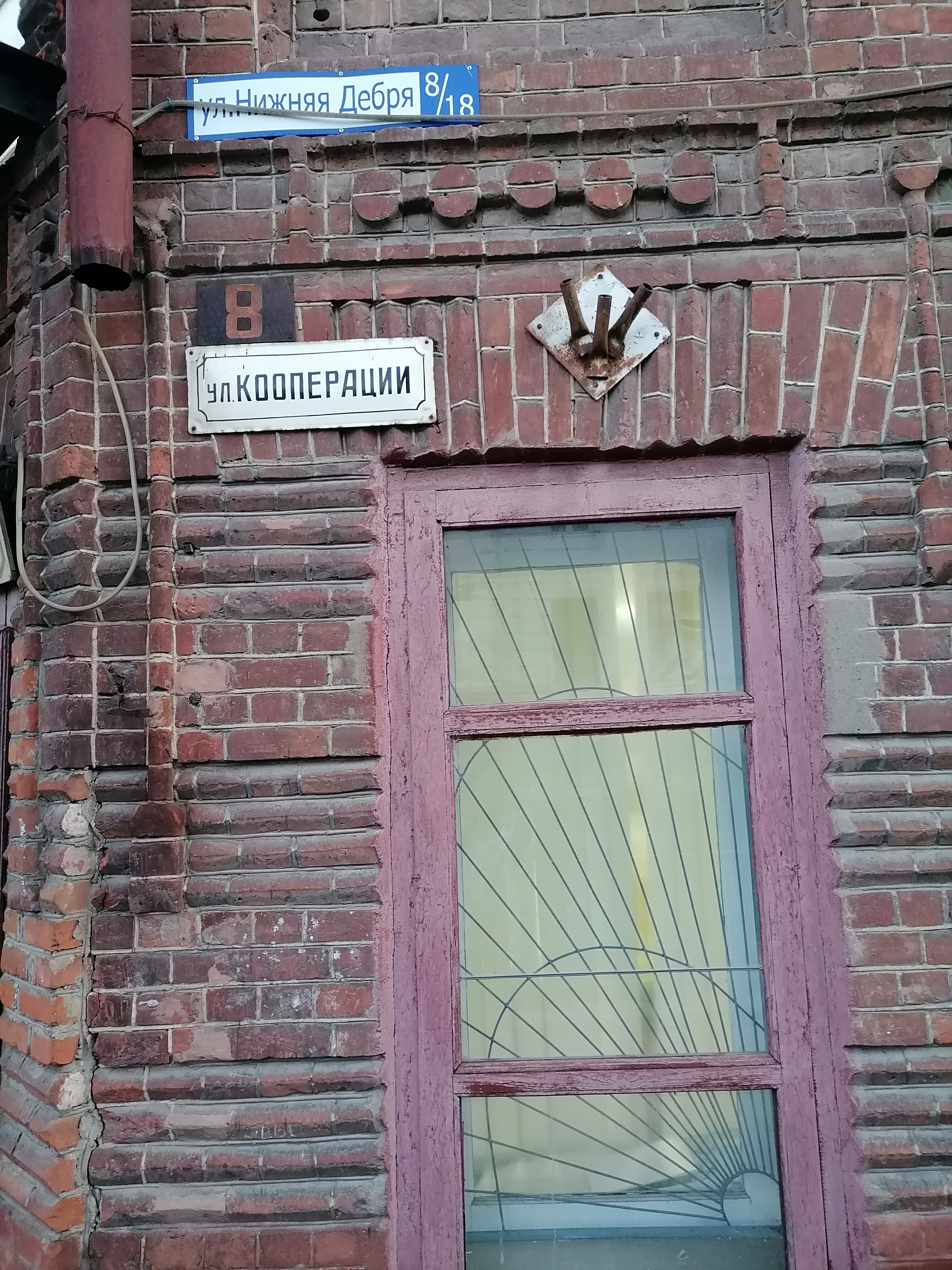
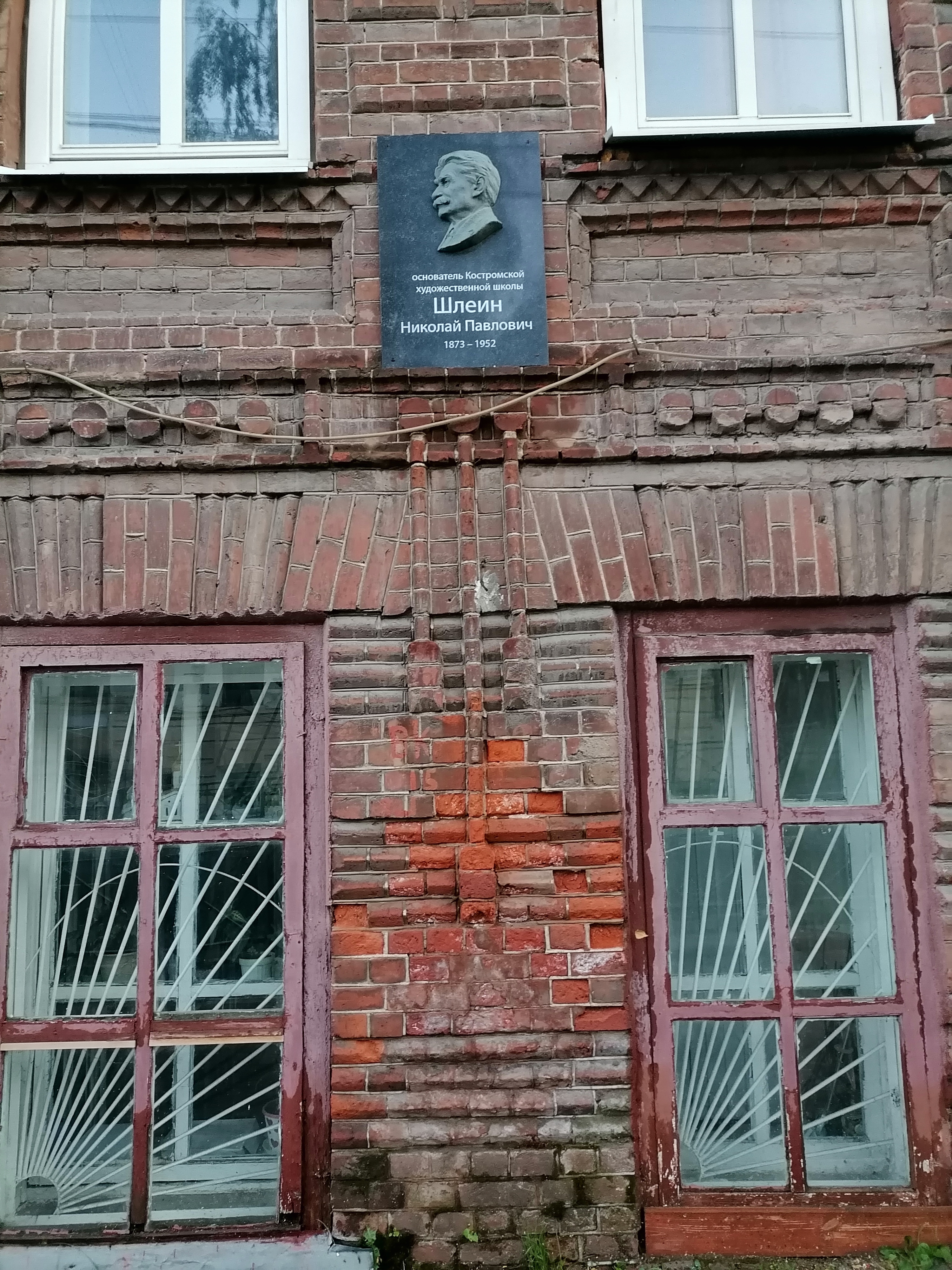
д. 8. Мемориальная доска Шлеину